# 大學法改革陣線
大學法改革陣線於2016年6月，由16所大專院校學生成立，包括了國立臺灣大學、國立臺灣師範大學、輔仁大學、國立臺灣海洋大學、國立陽明大學、國立政治大學、國立清華大學等大學，目標推動修正《大學法》，希望能藉由法制上的改革促進校園民主，以健全學生自治、改善學權環境。

## 歷任總召
| 屆次 | 總召集人 | 學校         |
| ---- | -------- | ------------ |
| 一   | 鄭婷尹   | 國立臺灣大學 |
| 二   | 朱晏辰   | 國立政治大學 |
| 三   | 徐光成   | 國立清華大學 |